# Find the River
Find the River è un brano della band statunitense R.E.M.. La canzone è il sesto ed ultimo singolo estratto dall'ottavo album della band Automatic for the People (1992).

## Tracce

### UK 7" Single
1. "Find the River" – 3:49
2. "Everybody Hurts" (live)1 – 5:32

### CD Single
1. "Find the River" – 3:49
2. "Everybody Hurts" (live)1 – 5:32
3. "Orange Crush" (instrumental) – 3:54

## Classifiche
| Classifica (1993) | Posizione massima |
| ----------------- | ----------------- |
| Regno Unito       | 54                |